# Aleksandr Szczerbakow
Aleksandr Siergiejewicz Szczerbakow (ros. Алекса́ндр Серге́евич Щербако́в; ur. 27 września?/10 października 1901 w Ruzie w guberni moskiewskiej, zm. 10 maja 1945 w Moskwie) – sowiecki dowódca wojskowy i polityk, generał pułkownik, członek Komitetu Centralnego i kandydat na członka Politbiura WKP(b).

## Życiorys
Od 1907 mieszkał w Rybińsku, gdzie skończył szkołę podstawową i został uczniem drukarskim, a potem urzędnikiem na kolei. 
W 1917 wstąpił do Czerwonej Gwardii, a w 1918 do RKP(b). Sekretarz miejscowej organizacji Komsomołu, 1921-1924 studiował na Komunistycznym Uniwersytecie im. Swierdłowa, a 1930-1932 w Instytucie Czerwonej Profesury. Od 1934 kurator Związku Pisarzy ZSRR z ramienia KC WKP(b). Od 15 czerwca 1936 do 6 czerwca 1937 był II sekretarzem Komitetu Obwodowego WKP(b) w Leningradzie, od grudnia 1937 do maja 1938 I sekretarzem Komitetu Obwodowego WKP(b) w Irkucku, od 8 kwietnia 1938 do 12 listopada 1938 I sekretarzem Komitetu Obwodowego Komunistycznej Partii (bolszewików) Ukrainy w Doniecku. 
1937-1945 był deputowanym do Rady Najwyższej ZSRR. Od 2 listopada 1938 do śmierci I sekretarz Komitetu Obwodowego WKP(b) w Moskwie, od marca 1939 członek Komitetu Centralnego WKP(b) i Biura Organizacyjnego KC, od 21 lutego 1941 zastępca członka Biura Politycznego KC WKP(b), od 10 maja 1941 do śmierci sekretarz KC. Od maja 1942 szef Radzieckiego Biura Informacyjnego, od 4 czerwca 1942 do śmierci szef Głównego Zarządu Politycznego Armii Czerwonej. 17 września 1943 mianowany generałem pułkownikiem. Zmarł na zawał.
W 1946 na jego cześć miasto Rybińsk przemianowano na Szczerbakow (do 1957). Jego imieniem nazwano też Park Kultury i Wypoczynku w Doniecku, dzielnicę i stację metra w Moskwie i ulice w Kijowie, Mińsku, Permie, Jekaterynburgu, Lipiecku i Petersburgu.

## Odznaczenia
- Order Lenina (trzykrotnie)
- Order Suworowa I stopnia (1944)
- Order Kutuzowa I stopnia (1944)
- Order Wojny Ojczyźnianej I stopnia